# Bălan (Sălaj)
Bălan (deutsch Blasenkirchen, ungarisch Almásbalázsháza oder Balásháza) ist eine Gemeinde im Kreis Sălaj in Siebenbürgen im Nordwesten Rumäniens.

## Geographische Lage

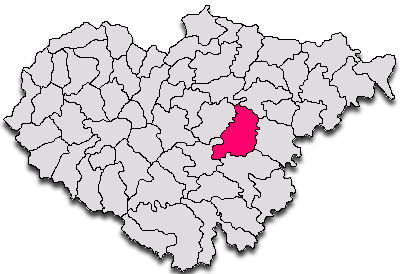
Lage der Gemeinde Bălan im Kreis Sălaj

Bălan liegt im Somesch-Hochland (Podișul Someșan), im Nordwesten Siebenbürgens. Am Almaș – ein linker Nebenfluss des Someș – und der Nationalstraße DN1G gelegen, befindet sich der Ort Bălan rund 18 Kilometer südlich von der Kleinstadt Jibou (Siben); die Kreishauptstadt Zalău liegt 45 Kilometer westlich von Bălan entfernt.

## Geschichte
Der Ort wurde 1399 erstmals urkundlich erwähnt. Weitere Erwähnungen gibt es in den Jahren 1454, 1520 Balashaza, 1733 Balan, 1750 Balásháza, 1805 Balázsháza, 1850 Belan und 1854 Balásháza und Bals. Der Name des Dorfes stammt von Balan, ursprünglich ein Spitzname der Menschen mit blonden Haaren.